# Gmina Ludwin
Die Gmina Ludwin ist eine Landgemeinde im Powiat Łęczyński der Woiwodschaft Lublin in Polen. Ihr Sitz ist das gleichnamige Dorf.

## Gliederung
Zur Landgemeinde Ludwin gehören folgende 21 Ortschaften mit einem Schulzenamt:
Czarny Las
Dąbrowa
Dratów
Dratów-Kolonia
Jagodno
Kaniwola
Kobyłki
Kocia Góra
Krzczeń
Ludwin
Ludwin-Kolonia
Piaseczno
Rogóźno
Rozpłucie Drugie
Rozpłucie Pierwsze
Stary Radzic
Uciekajka
Zezulin Drugi
Zezulin Niższy
Zezulin Pierwszy
Weitere Orte der Gemeinde sind Godziembów und Grądy.

## Gemeindepartnerschaften
- Téglás, Ungarn